# Allocosa sublata
Allocosa sublata este o specie de păianjeni din genul Allocosa, familia Lycosidae. A fost descrisă pentru prima dată de Montgomery în anul 1902. Conform Catalogue of Life specia Allocosa sublata nu are subspecii cunoscute.